# Monti Hida

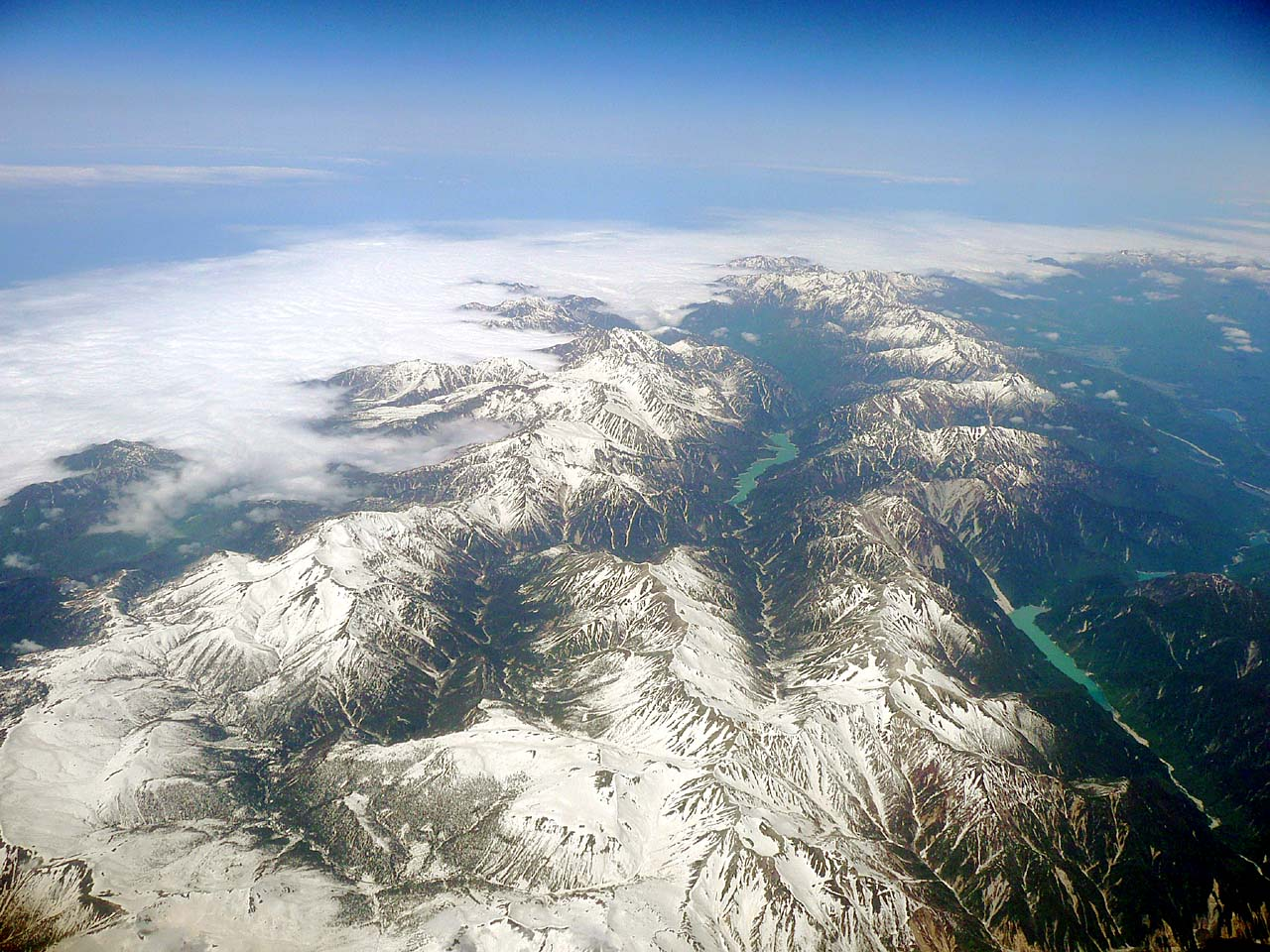
La parte delle sorgenti del fiume Kurobe nei Monti Hida

I monti Hida (飛騨山脈?, Hida Sanmyaku), o Alpi Settentrionali (北アルプス?, Kita Arupusu), sono una catena montuosa giapponese, parte delle cosiddette Alpi giapponesi, che si estende attraverso le prefetture di Nagano, Toyama e Gifu. Una piccola porzione dei monti arriva anche nella prefettura di Niigata. William Gowland coniò l'espressione "Alpi giapponesi" durante il suo soggiorno in Giappone, ma quando usò quel nome si stava riferendo solo ai Monti Hida, che sono la porzione settentrionale. Gli altri due segmenti della catena, i monti Kiso (Alpi Centrali) e Akaishi (Alpi Meridionali), ricevettero il nome negli anni successivi.

## Geografia
La disposizione dei monti Hida prende la forma di una grande Y. Le cime meridionali sono la porzione inferiore della Y, con le cime settentrionali che formano due fasce parallele separate da una profonda valle a forma. È una delle valli a V più scoscese del Giappone. La diga di Kurobe, la più grande del Giappone, è una diga ad arco localizzata nella Valle di Kurobe, nell'area centrale dei monti. Il ramo occidentale della catena, noto anche come Cime Tateyama (立山連峰 Tateyama Renpō), è dominato dal Monte Tsurugi e dal Monte Tate. Il ramo orientale, noto come Cime Ushiro Tateyama (後立山連峰 Ushiro Tateyama Renpō), è dominato dal Monte Shirouma e dal Monte Kashimayari.

### Ghiacciai
Sebbene si pensasse inizialmente che non esistessero ghiacciai in Asia orientale a sud della Kamčatka, ricerche recenti hanno mostrato che tre piccoli ghiacciai sopravvivono ancora nel monte Tsurugi e nel monte Tate a causa del clima estremamente umido della regione di Hokuriku, che consente nevicate molto abbondanti sulle alte cime.

## Vette principali
- Monte Shirouma, 2.932 m
- Monte Kashimayari, 2.889 m
- Monte Tate, 3.015 m
- Monte Tsubakuro, 2.763 m
- Monte Tsurugi, 2.999 m
- Monte Noguchigoro, 2.924 m
- Monte Yari, 3.180 m
- Monte Hotaka, 3.190 m
- Monte Norikura, 3.026 m

## Galleria d'immagini
|                                  |                |                           |                                                       |                                         |
| Parte meridionale dei Monti Hida | Monte Tateyama | Monte Yari e Monte Hotaka | Monte Nishihotaka dalla Stazione di Nishihotaka-guchi | Parte meridionale vista dal Monte Kurai |